# Prithvi Vallabh
Prithvi Vallabh er en indisk stumfilm fra 1924 instrueret af Manilal Joshi.

## Medvirkende
- P. Y. Altekar som Bhillama II
- Wagle Sandow som Vakpati Munja
- Fatma Begum som Mrinalvati
- Zubeida som Vilasvati
- Sultana som Jakkala Devi
- Miss Jaina
- Bhalji Pendharkar